# Полтавский университет экономики и торговли
Полтавский университет экономики и торговли (ПУЭТ) (укр. Полтавський університет економіки і торгівлі) — высшее учебное заведение в городе Полтаве, основанное в 1961 году.

## История названий
- 1961—1968 — учебно-консультационный пункт
- 1968—1970 — факультет Львовского торгово-экономического института
- 1970—1974 — филиал Львовского торгово-экономического института
- 1974—2001 — Полтавский кооперативный институт (ПКИ)
- 2001—2010 — Полтавский университет потребительской кооперации Украины (ПУПКУ)
- с 2010 — Полтавский университет экономики и торговли (ПУЭТ)

## История
Университет начал свою деятельность 1961 году. Первым ректором был Михаил Михайлович Дианич (1970—1987). В 1987 году его место занял Виктор Александрович Дорохин (1987—2003).
В начале 90-х годов институт начал последипломное образование. С этой целью на базе Полтавского кооперативного института открыто Межотраслевой институт повышения квалификации и переподготовки специалистов. В 1997 году институт получил 3 уровень аккредитации.
С 2003 года ректором является Алексей Алексеевич Нестуля.
8 июля 2014 года университет повторно прошел аккредитацию и ему был присвоен высший 4 уровень.. В 2013 году был открыт Центр дистанционного обучения — интернет-платформа, которая позволяет студентам обучаться через интернет. Кампус университета насчитывает 4 общежития, спортивный комплекс и футбольное поле. На данный момент университет занимает 149 место среди ВУЗов Украины и 14093 место в мировом рейтинге.
Университет получил Международный Сертификат 440030QМ08 Международной сети сертификации (IQNet) и Немецкого органа сертификации системы управления качеством (DQS GmbH) о соответствии деятельности требованиям международного стандарта ISO 9001:2008 (2009 года). Во время проведения двух ресертификационный аудит подтверждено соответствие требованиям международному стандарта (2012 год и 2015 год) ISO 9001: 2008.
Правилом образовательной деятельности Полтавского университета экономики и торговли является осуществление указанной деятельности на базе новейших научных достижений ученых университета, которые являются результатом собственных исследований в области знаний, которые положены в основу профессиональной подготовки по каждому направлению.
Выпускники университета занимают ведущие позиции в научном осмыслении и решении современных рыночных преобразований, имеют необходимые знания и умения для развития хозяйственной деятельности предприятий и бизнеса на основе современного отечественного и мирового опыта.
Фонды научной и учебной литературы насчитывают более 400 тысяч печатных и 15000 электронных учебников из инновационных информационных технологий, коммерческой деятельности, стандартизации, метрологии и управления качеством, сертификации и конкурентоспособности товаров и услуг, товароведения, экономики, маркетинга, менеджмента, пищевых технологий и оборудования, внешнеэкономической деятельности.
Университет имеет современную материально-техническую базу:
- общая площадь учебно-лабораторных корпусов превышает 52,7 тыс. кв. м.;
- четыре студенческие общежития, где проживают 2150 студента,
- 38 мультимедийных лекционных аудиторий;
- 35 компьютерных классов;
- спортивный комплекс «Олимп» (игровые и тренажерные залы, залы для занятий фитнесом, зал для занятий борьбой и боксом, футбольное поле с искусственным покрытием);
- согласно рейтингу МОН Украины университет вошел в десятку лучших экономических университетов Украины;
- членство в Великой Хартии университетов (Magna Charta Universиtatum);
- учебно-производственный комбинат общественного питания;
- компьютерный парк университета насчитывает 1985 ПЭВМ, объединённых в единую университетскую локальную сеть с возможностями доступа к сети Internet и Uran. Из специализированных компьютерных лабораторий, электронных читальных залов, домашних персональных компьютеров студенты, аспиранты и докторанты имеют широкий доступ к электронным ресурсам как библиотеки университета, так и лучших высших учебных заведений Украины, США и Великобритании;
- редакционно-издательский центр, обеспечивающий ежегодно печать учебно — методической и научной литературы объёмом более 500 п.л.;
- бесплатное покрытие Wi — Fi в помещениях университета и общежитий;
- электронная и классическая читальные залы, медиатека с залом просмотра;
- стажировок в странах: Турция, США, Черногория, Египет, Польша, Швейцария и другие;
- обучение по стипендиальной программе в вузах Чехии, Словакии, США, Германии и Польши.

Высокая компьютерная насыщенность образовательной деятельности учебного заведения, широкое внедрение компьютерных технологий в учебную, научную, управленческую, библиотечное, издательскую и учётно-финансовой деятельности обеспечила университета приоритетное место среди экономических вузов Украины по уровню компьютеризации образовательной деятельности.

## Факультеты и специальности
- Пищевых технологий, гостинично-ресторанного и туристического бизнеса
  - Технология хранения, консервирования и переработки плодов и овощей
  - Технология хранения, консервирования и переработки мяса
  - Технологии в ресторанном хозяйстве
  - Гостиничное и ресторанное дело
  - Курортное дело
  - Педагогика высшей школы
- Товароведения, торговли и маркетинга
  - Биотехнология
  - Маркетинг
  - Товароведение и коммерческая деятельность
  - Товароведение и экспертиза в таможенном деле
- Экономики, управления и информационных технологий
  - Банковское дело
  - Документоведение и информационная деятельность
  - Информатика
  - Международная экономика
  - Менеджмент организаций
  - Правоведение
  - Управление персоналом и экономика труда
  - Учёт и аудит
  - Филология
  - Финансы и кредит
  - Экономика предприятия
  - Экономическая кибернетика

## Международное сотрудничество
ПУЭТ сотрудничает по договорам, заключенным с 82 зарубежными учебными заведениями из 30 стран мира: Азербайджанская Республика (4), Арабская Республика Египет (1), Греческая Республика (1), Грузия (2), Китайская Народная Республика (2), Королевство Марокко (1), Королевство Нидерландов (2), Латвийская Республика (3), Литовская Республика (1), Монголия (1), Португальская Республика (1), Республика Беларусь (4), Республика Болгария (2), Республика Армения (1), Республика Казахстан (3), Республика Кыргызстан (1), Республика Кипр (1), Республика Молдова (4), Республика Польша (5), Республика Таджикистан (7), Республика Узбекистан (1), Российская Федерация (19), Румыния (1), Споли э Королевство Великобритании и Северной Ирландии (2), Соединенные Штаты Америки (3), Турецкая Республика (1), Федеративная Республика Германия (4), Французская Республика (1), Чехия (1), Черногория (1).
Активная позиция университета о прохождении международных стажировок:
1. Азербайджан: Бакинский славянский университет, гостинично-ресторанные комплексы (г.. Баку)
2. Бельгия: Высшая школа провинции Эно Кондорсе (г.. Сен-Гилен), Гостиничная школа Лицея технического образования провинции Эно (г.. Сен-Гилен)
3. Греция: Технологический образовательный институт Центральной Македонии Серрес, гостинично-ресторанные комплексы
4. Китай: Аньхойський университет (г.. Аньхой)
5. Германия: гостинично-ресторанные комплексы в рамках программы ZAV 2 — Hotel & Restaurant, Институт языков (г.. Кассель)
6. Польша: Краковская Академия имени А. Ф. Моджевского, Академия гостиничного бизнеса и общественного питания в Познани, ресторан «Beverly Hills» (г.. Познань), гостинично-ресторанный комплекс «Villa Sandra» (г.. Болиславов), гостинично-ресторанный комплекс «The Wasowo Palace» (г.. Восово)
7. США: летняя программа стажировки Work & Travel USA
8. Турция: сеть отелей «Papillon Group Hotels» (Белек), «Gloria Hotels» (Белек), «Ela Quality Resort Hotel» (Белек), «Calista Luxury Resort» (Белек), «Cornelia Diamond Golf Resort & Spa» (Белек), «Concorde de Luxe Resort» (Белек)
9. Черногория: Гостинично-образовательный центр Черногории (г.. Будва), Гостиница «Splendid Hotel» (г. Будва).

Обучение по программе «Двойной диплом» позволяет студентам одновременно получить два диплома: украинского государственного образца Высшего учебного заведения Укоопсоюза «Полтавский университет экономики и торговли» (ПУЭТ) и европейского образца одного из предложенных высших учебных заведений:
- совместная магистерская программа по специальности «Гостинично-ресторанное дело» и «Туризм» с Академией гостиничного бизнеса и общественного питания в Познани (Польша).
- совместная магистерская программа по специальности «Бизнес Администрирование» с Университетом Никосии (Кипр).
- совместная магистерская программа по специальности «Менеджмент внешнеэкономической деятельности» с Высшей школой менеджмента информационных систем (Латвия).
- совместная бакалаврская и магистерская программы по специальностям «Менеджмент внешнеэкономической деятельности» и «Международная экономика» с Университетом Овернь-1 (Франция).

Студенты принимают активное участие в стипендиальных региональных, национальных и международных программах.